# Sidney Sam
Sidney „Sid” Sam (ur. 31 stycznia 1988) – niemiecki piłkarz nigeryjskiego pochodzenia, który występował na pozycji pomocnika lub napastnika. Pięciokrotny reprezentant Niemiec. W swojej karierze najwięcej występów zaliczył dla niemieckiego Bayeru Leverkusen.  
Występował również m.in. w takich klubach jak: FC Schalke 04, 1. FC Kaiserslautern, VfL Bochum czy Antalyaspor. 

## Kariera klubowa
Sam rozpoczął swoją karierę w klubie TuS Mettenhof. Następnie reprezentował barwy Kilii Kilonia. Latem 2002 roku przeszedł do największego rywala swojego ówczesnego klubu, Holsteinu Kilonia.
Przed sezonem 2004/05 Niemiec przeniósł się do Hamburgera SV, gdzie początkowo występował w zespołach młodzieżowych, zaś od 2006 roku w rezerwach. W sezonie 2007/08 został włączony do kadry pierwszego zespołu.
20 grudnia 2007 roku Sam zadebiutował w Bundeslidze w spotkaniu przeciwko VfB Stuttgart, gdy zmienił na boisku Davida Jarolíma. Sezony 2008/09 i 2009/10 spędził na wypożyczeniu w 1. FC Kaiserslautern. 19 maja 2010 roku podpisał pięcioletni kontrakt z Bayerem 04 Leverkusen. 8 stycznia 2014 podpisał czteroletni kontrakt z FC Schalke 04. Zawodnikiem tego klubu piłkarz stał się 1 lipca 2014. 14 stycznia 2017 roku został wypożyczony do SV Darmstadt 98. Latem 2017 podpisał kontrakt z VfL Bochum.

## Kariera reprezentacyjna
Sam jest obecnie graczem reprezentacji Niemiec do lat 21. Wcześniej występował także w zespołach do lat 19 i do lat 20. 29 maja 2013 zadebiutował w dorosłej reprezentacji w wygranym 4:2 towarzyskim meczu z Ekwadorem.